# San Salvatore Telesino
San Salvatore Telesino (U Casàle in campano) è un comune italiano di 3 863 abitanti della provincia di Benevento in Campania.

## Geografia fisica

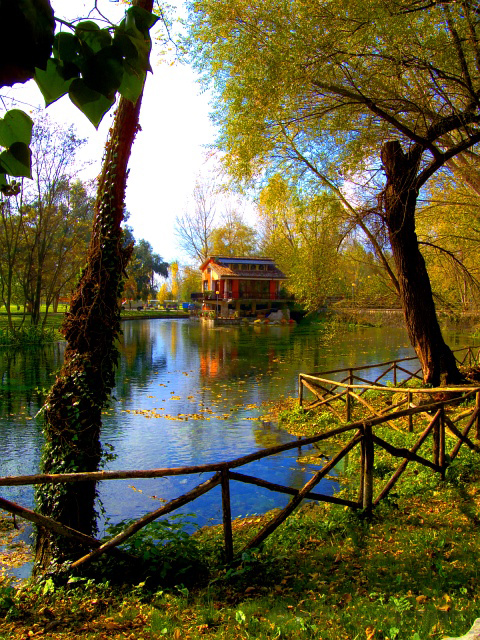
Scorcio del parco del Grassano

Il paese sorge alle falde di un rilievo conico, vicino alla Strada Statale Telesina (statale n. 372).
Nel territorio comunale sono site le sorgenti del rio Grassano, citate già nel XVI secolo da Leandro Alberti nella sua opera "Descrittione di tutta Italia". L'Alberti annotava che le acque del Grassano erano note per la loro freddezza.
Le acque del rio Grassano costituiscono una frequentata meta turistica grazie alla presenza di un apposito parco dove è possibile frequentare sport acquatici e stare a diretto contatto con la natura.
Il rio Grassano sorge alle falde di monte Pugliano la cui principale attrattiva è costituita dai "puri", grandi doline che si possono incontrare all'improvviso passeggiando nella fitta vegetazione del monte.
Fa parte della comunità montana del Titerno.

## Storia
Nel territorio comunale sono siti i resti dell'antica Telesia, città sannitica ricordata (217-214 a.C.) per essere stata coinvolta nelle guerre puniche.
Nel I secolo a.C. vi fu dedotta una colonia romana e nel periodo longobardo fu sede di un gastaldato.
Le incursioni saracene dell'847 d.C. ed il terremoto del 1349 determinarono l'abbandono di Telesia.
San Salvatore nacque in seguito a tali convulse vicende poiché un gruppo di profughi furono accolti dai monaci del monastero benedettino dedicato al Santo Salvatore che conferirono ai telesini un lembo di terra su cui edificare il nuovo abitato.
Il nuovo borgo assunse così la denominazione di Casale di San Salvatore a testimonianza della sua dipendenza monastica.
Per diversi secoli il Casale di San Salvatore rimase sotto la sovranità di questa importante abbazia.
In epoca medievale si sviluppò l'abitato di Massa Superiore, nato a ridosso della Rocca.
Dopo la decadenza dei benedettini il feudo passò a Giovanni Monsorio, maggiordomo di Ferdinando I d'Aragona, e successivamente ai Carafa che lo tennero sino all'abolizione del feudalesimo avvenuta nel 1806.
Nel 1532 c'erano trentadue famiglie diventate ventisei dopo la peste del 1656.
Subì gravi danni dal terremoto del 5 giugno 1688.
Dal 1861 fa parte della provincia di Benevento.

### Simboli
Lo stemma del comune è così descritto nello statuto:

## Monumenti e luoghi d'interesse

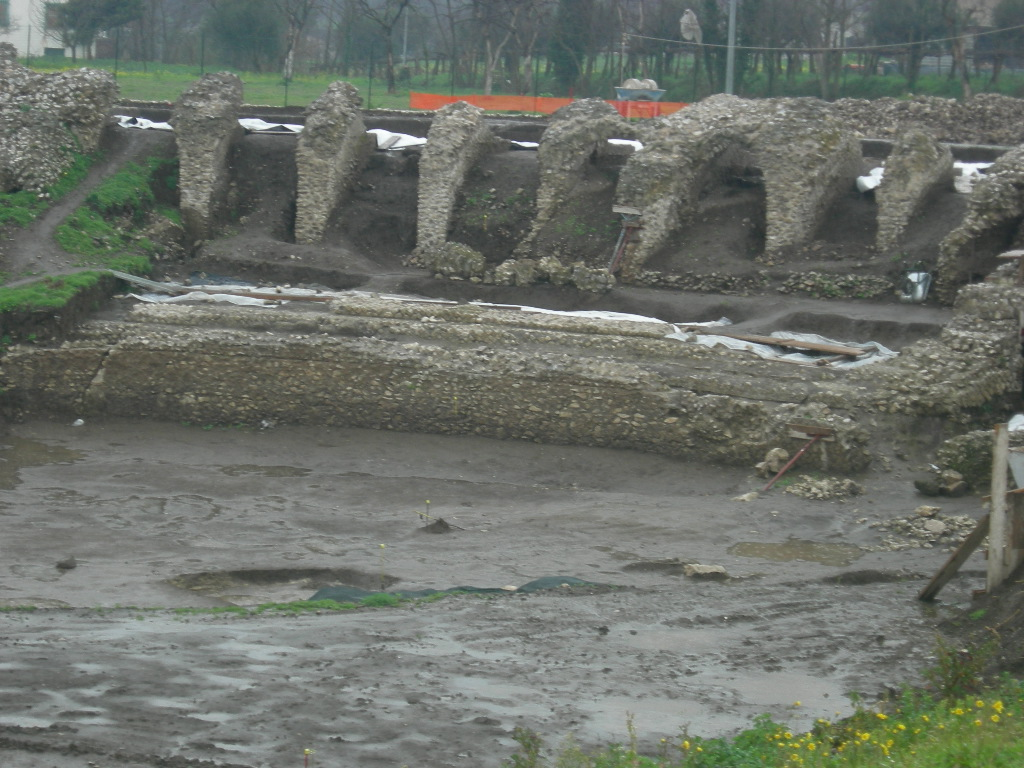
Particolare degli scavi archeologici di Telesia (l'anfiteatro).

### Architetture religiose

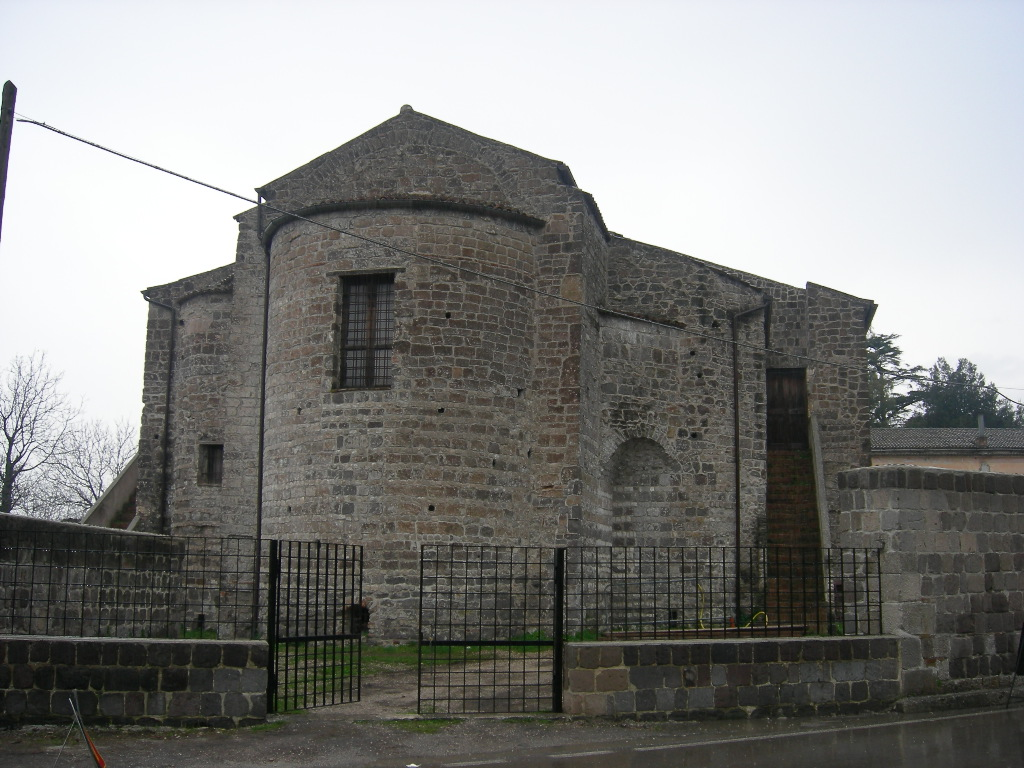
Abbazia benedettina del Santo Salvatore

- Abbazia benedettina del Santissimo Salvatore. L'abbazia venne edificata intorno al X secolo. Il primo abate di cui si ha notizia è un certo Leopoldo, citato nel 1075. Nel 1098 l'abate Giovanni ricevette Sant'Anselmo d'Aosta che secondo alcuni storici vi terminò di scrivere l'opera dal titolo Cur Deus homo. Dal 1127 al 1143 fu abate Alessandro Telesino, uomo di grande cultura e abilità politica che fece vivere al complesso religioso il suo periodo di massimo splendore. Nel 1343 l'abate Vito dovette domare una ribellione degli abitanti del feudo di Castel Campagnano, rifiutatisi di versare il censo all'abbazia. Alla fine del XV secolo iniziò il lungo periodo di decadenza. Nella chiesa, a tre navate, è possibile ammirare la volumetria architettonica originaria, recentemente restaurata. Vi si conserva un pregevole affresco del 1300 raffigurante Santa Scolastica. Nell'abbazia, che dal 2010 ospita una raccolta archeologica, è sito il "pozzo di Sant'Anselmo" che secondo la tradizione fu scavato in un luogo indicato dal Santo durante la sua permanenza a San Salvatore.[10]
- Chiesa di Santa Maria Assunta. Situata nel cuore del centro storico presenta nella facciata un Maiolicato con l'effige di Santa Maria Assunta realizzato nel 1966. La chiesa è costituita da due navatelle e da una navata maggiore; nelle navatelle sono presenti due cappelle, una dedicata all'Istituzione dell'Eucaristia, mentre l'altra è dedicata alla Madonna Addolorata, ma all'interno della chiesa è presente una terza cappella accanto all'altare maggiore che sarebbe la cappella del Santissimo Sacramento. Al suo interno sono conservate varie pregevoli tele: 
  - Il dipinto di Santa Maria Assunta sulla volta della navata centrale
  - Il Cenacolo di Antonio Sarnelli realizzato nel 1777
  - La Trasfigurazione realizzata dalla scuola di Luca Giordano
  - La Madonna con anime purganti di Antonio Sarnelli realizzata nel 1777
  - L'Addolorata in Gloria con San Vincenzo Ferrer e San Nicola di Bari, di Francesco Celebrano realizzata nel 1778. Il dipinto di San Leucio tra gli angeli di Antonio Sarnelli realizzata nel 1777. Il Battesimo di Gesù. Il San Michele Arcangelo con 2 santi di Antonio Sarnelli. Sono presenti anche varie pregevoli statue: quella di San Leucio di Brindisi, di Sant'Anselmo d'Aosta, della Madonna del Rosario, della Madonna Assunta, di San Giuseppe, di Sant'Anna e Maria, di Sant'Antonio da Padova, della Madonna delle grazie, della Madonna Addolorata, di Gesù deposto, di Gesù Redentore, di San Michele Arcangelo, del Sacro Cuore di Gesù, della Madonna Immacolata. Nella chiesa è presente anche il Monumento sepolcrale di Vincenzo Monsorio.

### Architetture civili
- Museo Antiquarium Telesia, nel quale sono conservate opere archeologiche dell'Antica Telesia e opere medievali all'interno dell'Abbazia Benedettina della città stessa.
- Pinacoteca di Massimo Rao, dedicata all'artista sansalvatorese. Vi sono esposte in mostra i suoi dipinti.

### Architetture militari

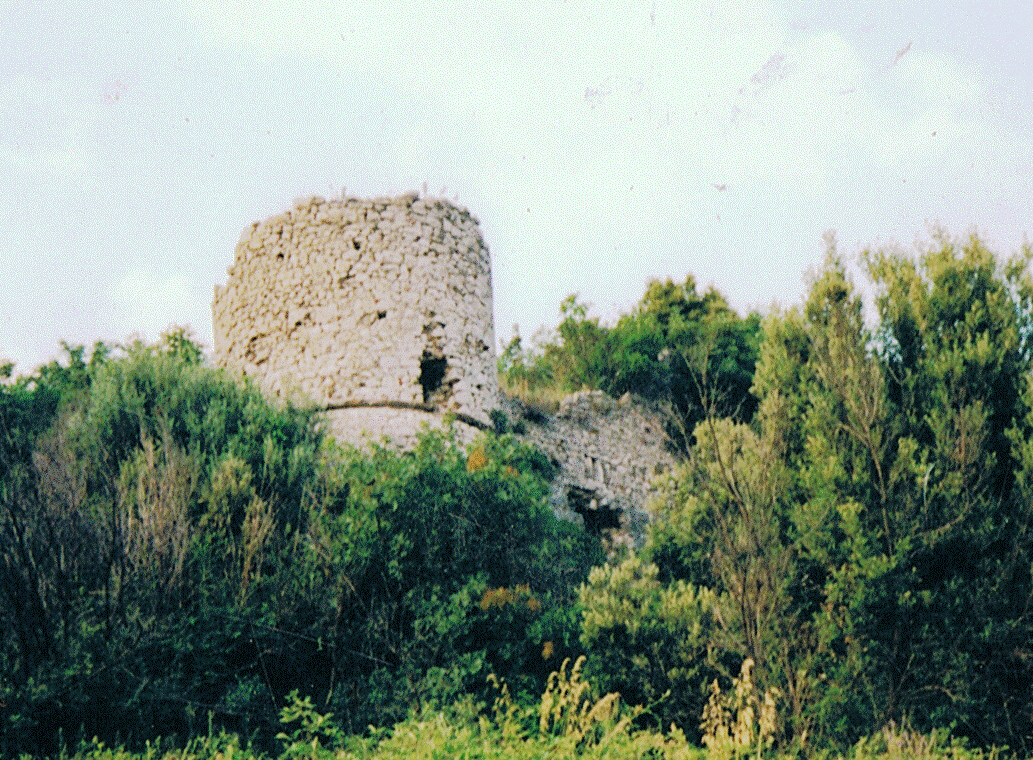
Ruderi della Rocca di San Salvatore Telesino.

- Rocca di San Salvatore Telesino. Su di un colle che sovrasta l'abitato sono visibili i ruderi della Rocca, costruita nel XIII secolo per volere dei conti Sanframondo in una posizione strategica sulla Valle Telesina. A seguito dell'abbandono di Telesia da parte dei vescovi, la Rocca ospitò per alcuni decenni la curia tanto da essere chiamata "Rocca De Episcopio" nel XV secolo.[10] Nel medioevo attorno alla Rocca si formò un borgo dal nome di "Massa Superiore" per contraddistinguerlo da quello di "Massa Inferiore", poi Massa di Faicchio. Il fortilizio, avente pianta quadrangolare con quattro torri cilindriche angolari, ha subito un lungo periodo di decadenza ed è tuttora in stato di abbandono.

### Aree naturali
- Parco del Grassano, realizzato accanto al fiume.

### Altro
- Telesia. Era una città sannitica sorta nella Valle Telesina, nel territorio comunale di San Salvatore Telesino, a metà tra questo centro e quello di Telese Terme, in una fertile pianura alla confluenza del fiume Calore con il Volturno, in una posizione chiave del sistema viario del Sannio meridionale essendo posta a metà strada tra Capua, Benevento e Venafro. La città, distrutta e ricostruita più volte, sopravvisse sino al terremoto del 1349 quando la comparsa di esalazioni dannose e di acque stagnanti ne provocarono la rovina. Gli isolati riconosciuti di Telesia erano quarantaquattro, ognuno di metri 98x41 circa mentre le torri delle mura distavano in media 75 metri fra di loro anche se nella parte dell'abitato sita in pianura arrivavano ad essere distanti circa 30 metri.[11] Della città si notano ancora oggi numerosi ruderi sparsi ai due lati della strada provinciale che collega San Salvatore Telesino a Telese Terme. Sono imponenti alcuni tratti delle mura ancora con rivestimento in opus reticulatum. In campagna sono siti i resti delle terme, del teatro e dell'acquedotto lungo sei miglia e che portava a Telesia le acque dei monti di Cerreto Sannita.[12] Nel 2010 presso l'Abbazia di San Salvatore è stata aperta una raccolta museale che raccoglie pregevoli reperti archeologici rinvenuti fra i resti di Telesia.
- Terme di Telese. I fenomeni di vulcanismo secondario iniziati dopo il terremoto del 1349 causarono, in pratica, la scomparsa di Telesia per diversi secoli. Solo ai primi del XIX secolo gli studi compiuti sulle acque sgorganti dalle falde del Monte Pugliano, ricche di sodio e zolfo, giunsero alla conclusione che esse non erano dannose, anzi potevano avere proprietà curative, tanto che nacque il progetto di bonificare la valle Telesina e costruire uno stabilimento termale. Le Terme di Telese assunsero rilevanza nazionale o addirittura internazionale e avviarono lo sviluppo della zona in senso turistico. Dopo la nascita del comune di Telese, sorsero contese con San Salvatore Telesino concluse con la costituzione di un "Consorzio" nel 1957.

## Società

### Evoluzione demografica
Abitanti censiti

## Economia
Centro di produzione e commercio di ortofrutticoli, latticini, cereali, uva da vino e olive. Degna di nota è la trasformazione dei prodotti agricoli e la lavorazione del legno.

## Amministrazione
| Periodo | Periodo   | Primo cittadino      | Partito              | Carica      | Note |
| ------- | --------- | -------------------- | -------------------- | ----------- | ---- |
| 1985    | 2001      | Salvatore Pacelli    | Democrazia Cristiana | Sindaco     |      |
| 2001    | 2002      |                      |                      | Commissario |      |
| 2002    | 2008      | Giuseppe Creta       | Popolari UDEUR       | Sindaco     |      |
| 2008    | 2009      |                      |                      | Commissario |      |
| 2009    | 2013      | Pasquale Izzo        | Lista civica         | Sindaco     |      |
| 2013    | 2013      |                      |                      | Commissario |      |
| 2013    | in carica | Fabio Massimo Romano | Lista civica         | Sindaco     |      |

### Altre informazioni amministrative
Il comune fa parte dell'Unione dei comuni Città Telesina.